# Casamassima
Casamassima é uma comuna italiana da região da Puglia, província de Bari, com cerca de 16.388 habitantes. Estende-se por uma área de 77 km², tendo uma densidade populacional de 213 hab/km². Faz fronteira com Acquaviva delle Fonti, Adelfia, Capurso, Cellamare, Noicattaro, Rutigliano, Sammichele di Bari, Turi, Valenzano.

## Demografia
| Variação demográfica do município entre 1861 e 2011                               |
|                                                                                   |
| Fonte: Istituto Nazionale di Statistica (ISTAT) - Elaboração gráfica da Wikipedia |